# Westhaven-Moonstone (Kalifornija)
Westhaven-Moonstone je naseljeno područje za statističke svrhe u američkoj saveznoj državi Kalifornija. Prema popisu stanovništva iz 2010. u njemu je živjelo 1.205 stanovnika.